# Synothele lowei
Espèce
Synothele lowei est une espèce d'araignées mygalomorphes de la famille des Barychelidae.

## Distribution
Cette espèce est endémique de Perth en Australie-Occidentale,. Elle se rencontre autour de Bullsbrook.

## Description
Le mâle holotype mesure 10 mm et la femelle paratype 9 mm

## Étymologie
Cette espèce est nommée en l'honneur de G. H. Lowe.

## Publication originale
- Raven, 1994 : Mygalomorph spiders of the Barychelidae in Australia and the Western Pacific. Memoirs of the Queensland Museum, vol. 35, no 2, p. 291-706 (texte intégral).